# Tainada do lagostim
A tainada do lagostim é uma taina tradicional de Verão própria dos países nórdicos. A tradição é originária da Suécia, onde dá pelo nome de kräftskiva, tendo-se ulteriormente alargado à Finlândia, mercê da população sueco-falante que também lá habita. Há tradições quejandas nos Países Bálticos, como sendo a Lituânia e a Letónia.

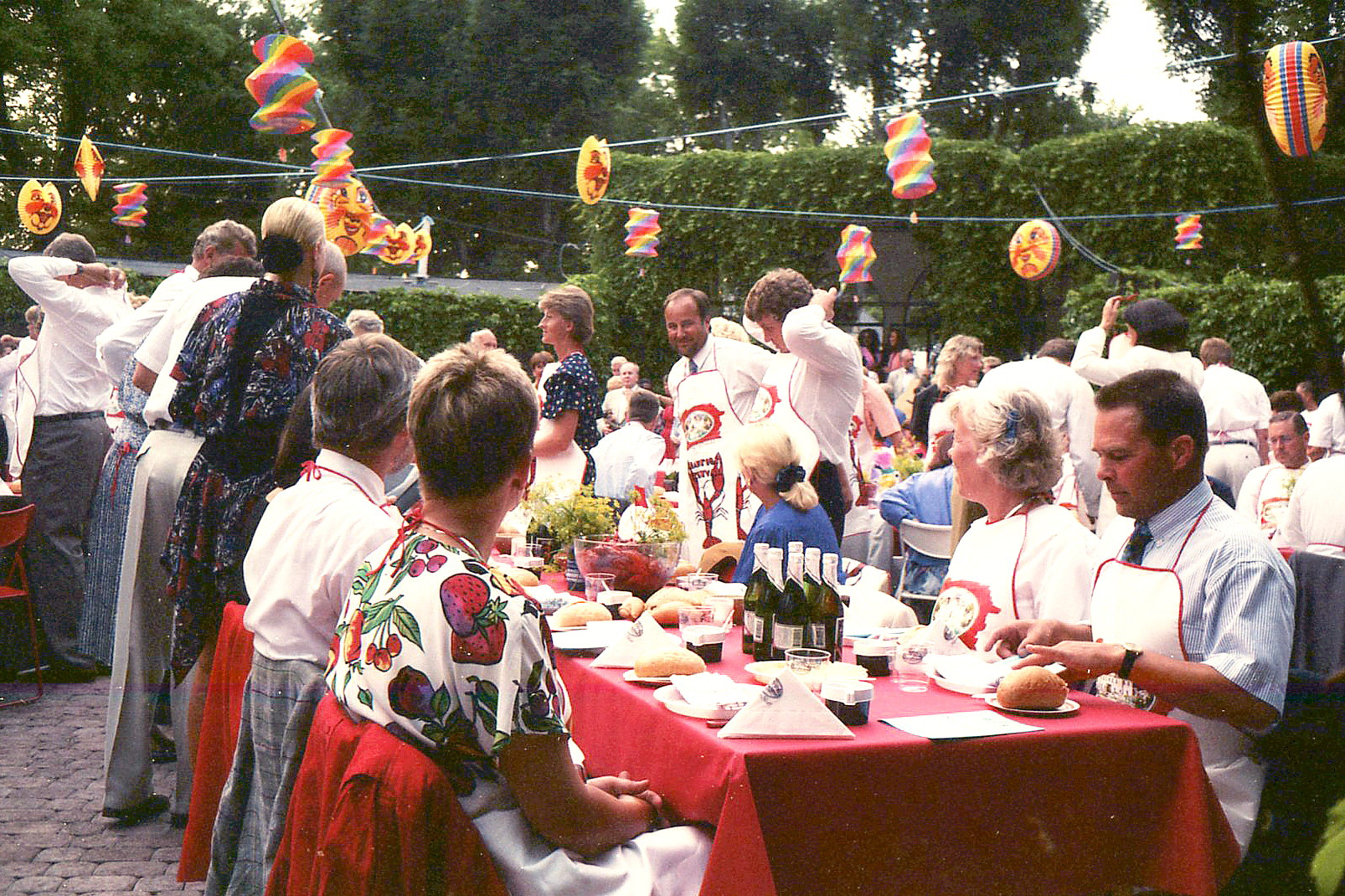
Tainada do Lagostim, em Häringe slott, Suécia, 1991.

As tainadas do lagostim soem de se fazer em Agosto, isto porque a tradição nasceu por virtude da pesca ao lagostim, durante o grosso do séc. XX, ter estado legalmente interdita até ao final do Verão. Hoje em dia, a  kräftpremiär (data de estreia dos primeiros lagostins do ano) nos princípios de Agosto, já não tem qualquer relevo legal. Costumam usar-se acessórios festivos, para esta ocasião, como sendo os chapéus de festa cónicos, toalhas de mesa de papel, lanternas de papel (tipicamente representando uma Lua com cara humana) e babetes. 

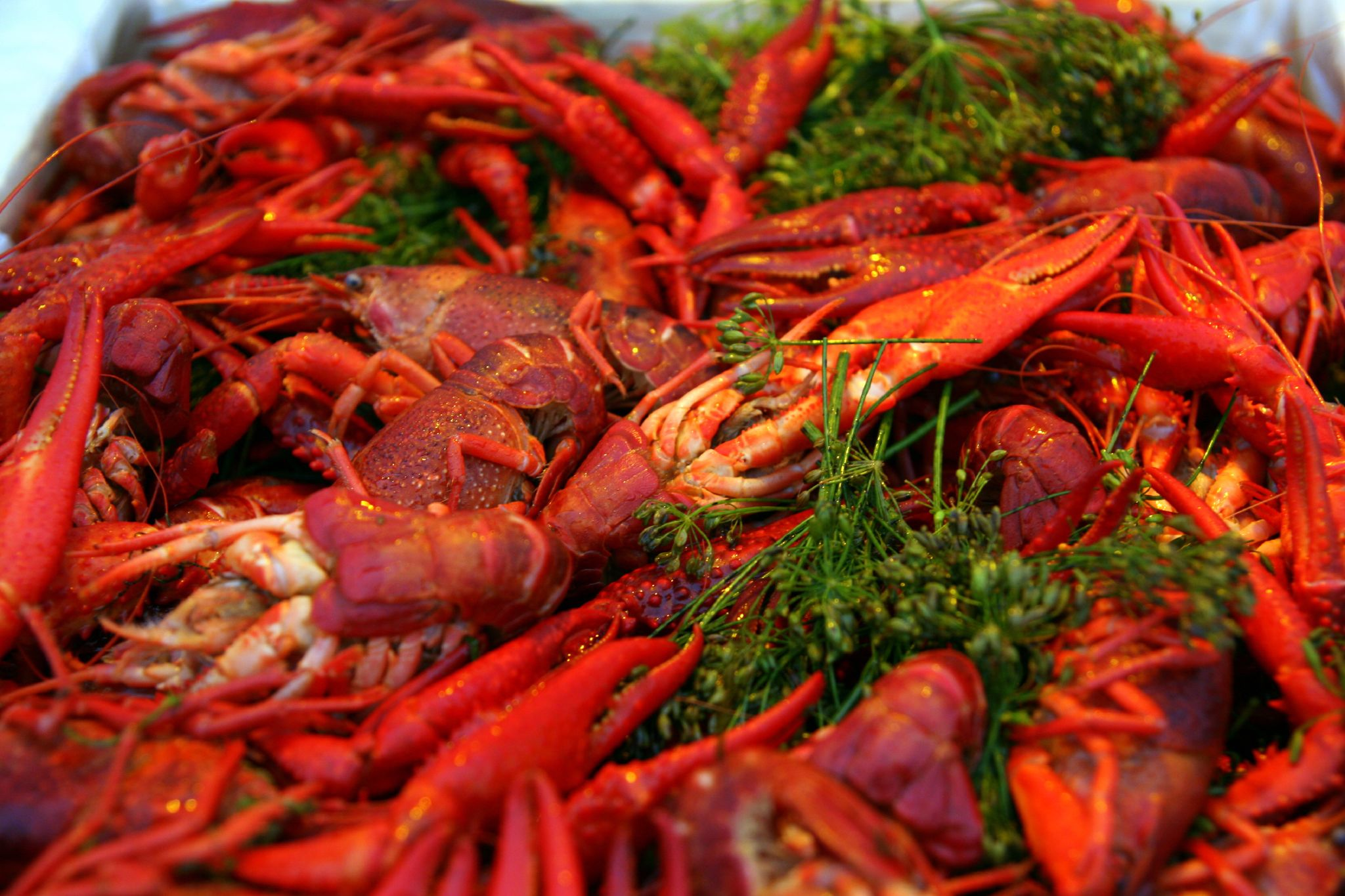
Lagostim cozido com endro

É comum servir aquavita (aguardente sueca), bem como outros tipos de licores espirituosos e bebidas brancas tradicionais, como os snaps, dando ansa a momentos de cavaqueira, em que se entoam cantigas tradicionais de bebida, as snapsvisa. É considerado de bom tom chupar as cabeças dos lagostins, antes de os descascar.
Os lagostins são cozidos em água salgada temperada com endro, de preferência depois de já florido, e servidos frios para se comerem à mão. Acompanham-nos à discrição pão, empadas de cogumelos, queijos tradicionais, como o de Västerbotten, saladas, bem como outros acepipes.

## Espanha
Há mais de 40 anos que, na localidade de Herrera de Pisuerga na província de Palência, se celebra o "Festival Nacional de Exaltación del Cangrejo de río", em honra do lagostim, crustáceo que sempre esteve muito ligado à gastronomia dessa zona. Desde 2011 que  a referida localidade inclui nas festividades um "jantar à sueca" em que os celebrantes adoptam a tradição sueca de jantar na rua, à luz de lanternas de papel e velas, à guisa de uma kräftskiva.